# コンゴ国際協会

コンゴ国際協会
Association internationale du Congo (フランス語)

コンゴ国際協会の領域

コンゴ国際協会（コンゴこくさいきょうかい、フランス語: Association internationale du Congo）は、1879年10月17日にベルギー王レオポルド2世によって現在のコンゴ民主共和国の領域に設置された臨時政府である。同じくベルギーの国際アフリカ委員会の内部組織、上コンゴ研究委員会（フランス語: Comité d'études du Haut-Congo）に代わる組織であり、コンゴ盆地における支配の確立と資源開発を目的としていた。ベルリン会議において協会がその支配領域における主権団体として承認された結果、1885年に協会の機構はコンゴ自由国に引き継がれた。

## ベルリン会議
1884年から1885年にかけて行われたベルリン会議（コンゴ会議とも）によって、アフリカ分割の制限及びアフリカにおける領土交換の制限がなされた。レオポルド2世はこの結論に納得し、欧州によるアフリカ分割が終焉したことによって私領としてコンゴを開発し始め、天然資源に富む同地から莫大な利益を得た。
1884年4月10日、アメリカ合衆国大統領チェスター・A・アーサーは「コンゴ国際協会の旗は前政府の物と同様である」とし、コンゴ国際協会の旗を承認した。1884年10月8日、ドイツ帝国はコンゴ国際協会が独立国であることを承認し、コンゴ自由国へと形態変化した。